# 唐仲彣
唐仲彣（1988年2月29日），藝名：ChrisFlow，男歌手、饒舌歌手及詞曲作家，2018年底與婁峻碩SHOU、高爾宣OSN、RĒD°芮德四人組成饒舌團體，2019年9月以饒舌團體CHING G SQUAD發行迷你專輯《watermelon》。 2022年發行全新個人創作專輯《SPREAD》。